# Shara (dieu)

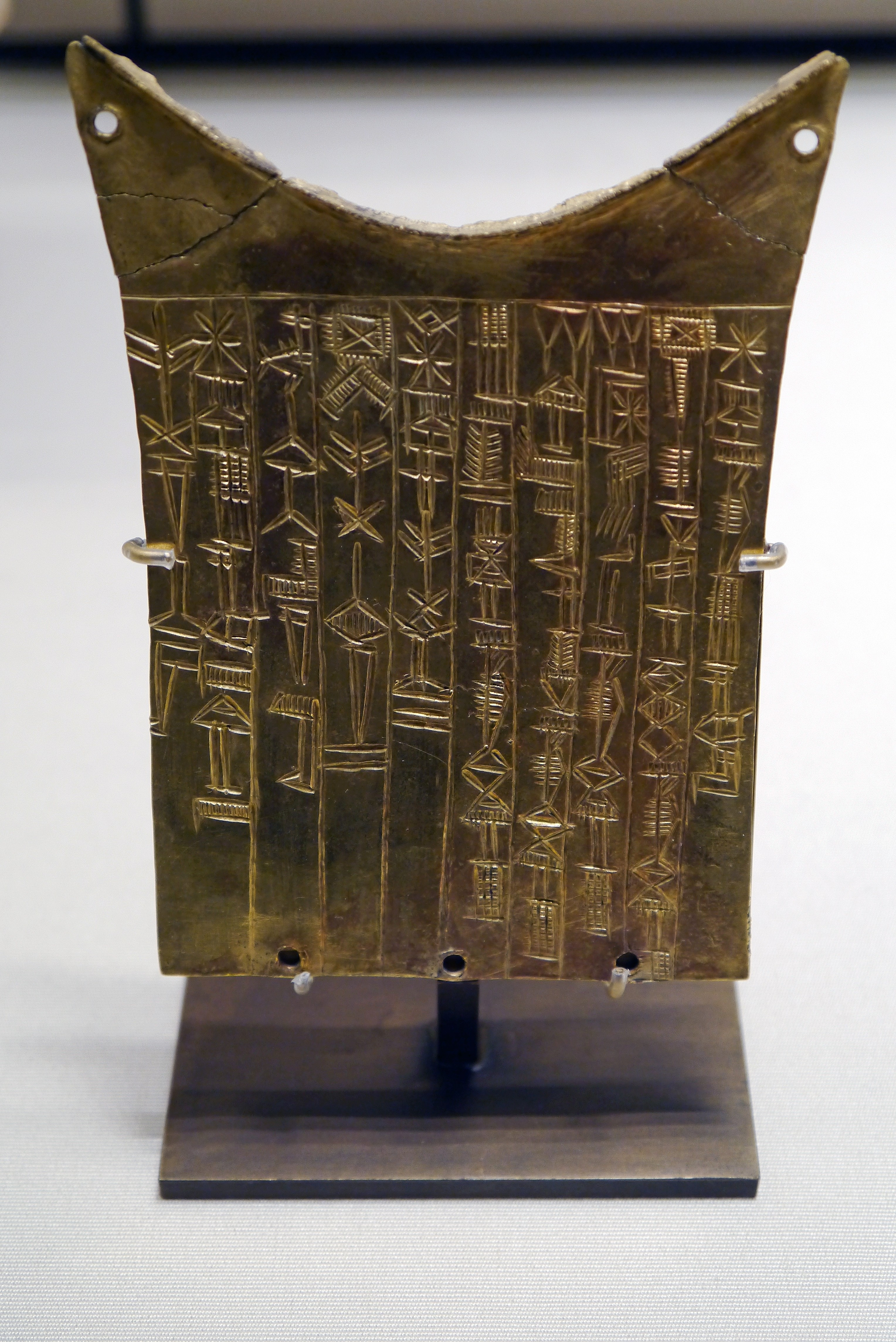
Plaque votive en or en forme de barbe célébrant la construction d'une estrade pour le dieu Shara par la reine Bara-irnun d'Umma (v. 2370 av. J.-C.), musée du Louvre.

Shara est un dieu mésopotamien vénéré dans pays de Sumer, une des principales divinités de la cité de Gisha/Umma.
Le nom de Shara est mentionné dans les hymnes d'Abu Salabikh au milieu du IIIe millénaire av. J.-C.. Son temple, l'E-mah (« Maison sublime ») est attesté au XXIVe siècle av. J.-C. dans une inscription votive sur une plaque d'or de la reine Bara-irnum, épouse du roi Gisha-kidu de Gisha/Umma, commémorant la construction d'un podium dans le sanctuaire,. Une inscription de Gisha-kidu relative au tracé d'une frontière marquée par un « monument du dieu Shara ». Shara joue alors le rôle de divinité tutélaire du royaume, à l'image de Ningirsu dans la cité rivale de Lagash. Dans les textes de l'époque d'Ur III (XXIe siècle av. J.-C.) et de celle d'Isin-Larsa (XXe – XIXe siècle av. J.-C.), l'É-mah est mentionné à plusieurs reprises comme étant le sanctuaire majeur de la région d'Umma, et les textes évoquent sa parèdre, la déesse Usahara. Le temple de Shara à Umma apparaît par ailleurs sous un autre nom, « Maison des beaux vases » (é-bur-sa7-sa7), repris par la suite par un temple dédié au même dieu à Babylone.
Shara est très peu mentionné dans les hymnes et la mythologie, ce qui empêche de dégager des traits de sa personnalité. Plusieurs hymnes, dont un (très fragmentaire) du type appelé balbale, en font le fils de la déesse Inanna et du dieu An. Il est mentionné dans d'autres textes mythologiques en relation avec Inanna (comme la Descente d'Inanna aux Enfers). Dans le Chant de la Houe (l.64-66), Shara se voit octroyer par le grand dieu Enlil des armes (une massue, un arc avec un carquois) et une houe, ce qui semblerait l'associer aux activités militaires et à l'agriculture (comme Ningirsu et Ninurta).